# フィジーの国章
フィジーの国章（フィジーのこくしょう）とは1908年7月4日に制定されたフィジーの徽章のこと。
盾の上に船を飾り、盾を支えるサポーターとして二人の戦士が左右に立つデザイン。

## 構成

セル・エペニサ・ザコンバウ国王の用いた鳩の紋章

- 盾の上部三分の一は赤地に金（黄）でイングランドの象徴である獅子が描かれている。獅子の手にはカカオの実が抱えられている。盾の下部には白地に赤い聖ジョージ十字が描かれている。聖ジョージはイギリスの守護聖人である。聖ジョージ十字に四分割されたエリアのうち、左上にはサトウキビ、右上にはココヤシ、右下にはバナナとフィジーの特産品が描かれている。左下には、平和の象徴としてオリーブの小枝を咥えた鳩が描かれており、かつての国王セル・エペニサ・ザコンバウが用いたデザインと共通している。
- 赤と白のリースの上には両脇に浮きのついたアウトリガーカヌーが描かれている。
- 盾の左右にはタパ布の腰巻を身に付けたフィジーの戦士が描かれている。左の戦士は槍を持って正面を向き、右の戦士は棍棒を持って左を向いている。
- リボンにはフィジー語で"Rerevaka na kalou ka doka na Tui" 「神を畏れ、王を敬え」とある。